# Papier non acide

Symbole du papier non acide

Le papier non acide est un papier qui possède un pH neutre ou basique (7 ou légèrement supérieur). Cette propriété permet une conservation des documents sur de longues périodes. 
Le papier élaboré à partir de la pulpe de bois dont la lignine n'a pas été retirée jaunit et se détériore avec le temps. Lorsqu'elles sont exposées à la lumière et/ou à la chaleur, les molécules du papier de pulpe de bois (acide) se dissocient plus rapidement. Ce ne fut que dans les années 1930 que les effets du papier de pulpe de bois devinrent connus, quand le bibliothécaire William Barrow publia un rapport sur la détérioration du papier acide dans les bibliothèques. Par peur de voir les supports écrits se désagréger peu à peu, des mesures ont été prises pour améliorer la qualité du papier.    
Au cours de l'élaboration, le papier non acide est traité avec une base faible (généralement du bicarbonate de calcium ou de magnésium) pour neutraliser les acides naturellement présents dans la pulpe de bois, et il est tamponné pour prévenir la formation d'acides supplémentaires qui pourraient se former à partir de l'application d'un durcisseur.  
Le bicarbonate est ajouté en excès, pour fournir au papier une réserve alcaline pour prévoir une protection contre les attaques ultérieures des acides restants dans le papier ou fourni par le milieu environnant (dioxyde de soufre atmosphérique). Le papier destiné à durer longtemps (environ 500 ans) devrait contenir environ 3 % de carbonate en masse.
Aujourd'hui, la majeure partie du papier produit commercialement est non acide, du fait du passage du kaolin à la craie comme principal produit d'apport dans la pulpe : la craie réagit avec les acides, ce qui rend la pulpe neutre ou basique. Les additifs durcissant contenus dans la pulpe et/ou appliqués à la surface du papier doivent aussi être non acides.    

## Normes
Il existe différentes normes pour les papiers non acides. On considère parfois comme non acide le papier ayant un pH entre 6 et 7. Le papier (alcalin) non acide qui est non couché et conforme aux normes de pliage et de déchirement est autorisé par l'American National Standards Institute à porter cette notice : « Le papier utilisé dans cette publication est conforme aux conditions nécessaires de l'American National Standards Institute for Information Sciences—Permanence of Paper for Printed Library Materials, ANSI Z39.48-1992. »  
L'objectif des normes ANSI/NISO Z39.48-1992 est « d'établir les critères pour le papier couché et non couché pour une durabilité de plusieurs siècles » dans des conditions optimales en bibliothèque ou en archive. Le résultat escompté du standard est de réduire les problèmes futurs de conservation.     
La portée du standard est de couvrir les publications et les documents achetés et maintenus par les bibliothèques et les archives. De tels travaux comprennent des journaux, périodiques, monographies académiques et documents officiels, travaux significatifs, imaginaire ou non imaginaire.    
Le signe du papier certifié ANSI est le symbole cerclé de l'infini.
Depuis, trois normes complémentaires sont publiées :
- ISO 9706 : Papier pour documents – Prescriptions pour la permanence (publiée en 1994, dernière révision en 1998).
- ISO 16245 : Boîtes, chemises et autres contenants en matériaux cellulosiques, pour le stockage des documents sur papier et parchemin (2011)
- NF Z40-012 : Matériaux plastiques utilisés pour la conservation des documents papiers et parchemins (2011).

## Désacidification
La pratique de la désacidification de masse des collections se répand dans de nombreux grands établissements patrimoniaux partout dans le monde. 